# UEFA 여자 챔피언스리그
UEFA 여자 챔피언스리그(UEFA Women's Champions League)는 여자 축구 클럽들을 대상으로 매년 열리는 유럽 축구 연맹(UEFA)의 여자 클럽 축구 대회이다.
2001-02 시즌에 UEFA 여자컵(UEFA Women's Cup)이라는 이름으로 창설되었으며 2009-10 시즌을 기해 대회 명칭을 UEFA 여자 챔피언스리그로 변경했다. 유럽 축구 연맹(UEFA)에 가입한 국가의 여자 축구 리그, 여자 축구 컵 대회 우승 팀과 준우승 팀, 지난 UEFA 여자 챔피언스리그 시즌 우승 팀이 참가한다.

## 구성

### UEFA 우먼스 컵 (2001–2009)
예비라운드는 조별리그에 참가하는 32개팀을 맞추기 위해 진행되었으며, 첫 시즌에는 2개팀만 홈&어웨이로 경기를 치렀고, 다음 시즌에는 4개팀이 미니 토너먼트로 진행되어 승자가 조별 리그에 진출하였다. 그런 다음 4팀씩 8개 조로 나누어 조별리그를 치렀다. 각 조는 5일 동안 한 장소에서 미니 토너먼트를 치렀다. 이어 조 1위가 8강에 진출했다. 2002년 단판 경기를 치렀던 결승전을 포함해 녹아웃 라운드는 모두 홈&어웨이로 진행되었다.
2004-05 시즌에는 4개 조로 나뉘어 조별리그를 치렀고 상위 2개 팀이 8강전에 진출했다.

## 상금
상금은 2010년에 처음으로 결승전 진출팀에게 주어졌다. 2011년에는 수여 범위를 더욱 확장해서 준결승과 8강 진출팀에게까지 주어졌다.
현재의 상금 범위는 다음과 같다:
- €250,000 우승팀
- €200,000 준우승팀
- €50,000 4강 탈락팀
- €25,000 8강 탈락팀

또한 챔피언스리그 팀들은 각 라운드나 예선마다 20,000 유로씩 받는다. 하지만 긴 원정 이동거리에 대한 비용이 반영되지 않기 때문에 액수에 대한 여러 불만이 있는 상황이다.

## 후원사
2015–18 시즌까지 UEFA 여자 챔피언스리그는 UEFA 챔피언스리그와 같은 후원사를 두고 있었다. 하지만 , 2018년부터 여자 챔피언스리그를 포함해 UEFA가 주관하는 여자 축구 대회들은 각각 개별로 후원사를 두고 있다.
| 공식 후원사                                                                                   |
| --------------------------------------------------------------------------------------------- |
| - 비자 - 아디다스 - 위블로 - 에스피릿 - 펩시코 - 저스트 잇 테이크어웨이 - 유로닉스 - 그리폴스 |

## 역대 결승전
| 시즌                   | 우승 팀                | 득점                               | 준우승 팀              | 경기장                                                                       |
| UEFA 여자컵            | UEFA 여자컵            | UEFA 여자컵                        | UEFA 여자컵            | UEFA 여자컵                                                                  |
| ---------------------- | ---------------------- | ---------------------------------- | ---------------------- | ---------------------------------------------------------------------------- |
| 2001-02 상세           | 1. FFC 프랑크푸르트    | 2 - 0                              | 우메오 IK              | 프랑크푸르트암마인 발트슈타디온                                              |
| 2002-03 상세           | 우메오 IK              | 합계 7 - 1 1차전 4 - 1 2차전 3 - 0 | 포르투나 예링          | 우메오 우메오 에너지 아레나 예링 예링 스타디움                               |
| 2003-04 상세           | 우메오 IK              | 합계 8 - 0 1차전 3 - 0 2차전 5 - 0 | 1. FFC 프랑크푸르트    | 솔나 로순다 스타디온 프랑크푸르트암마인 슈타디온 암 보른하이머 항            |
| 2004-05 상세           | 1. FFC 투르비네 포츠담 | 합계 5 - 1 1차전 2 - 0 2차전 3 - 1 | 유르고르덴/엘브셰      | 스톡홀름 스톡홀름 올림픽 스타디움 포츠담 카를 리프크네히트 경기장            |
| 2005-06 상세           | 1. FFC 프랑크푸르트    | 합계 7 - 2 1차전 4 - 0 2차전 3 - 2 | 1. FFC 투르비네 포츠담 | 포츠담 카를 리프크네히트 경기장 프랑크푸르트암마인 슈타디온 암 보른하이머 항 |
| 2006-07 상세           | 아스널 레이디스 FC     | 합계 1 - 0 1차전 1 - 0 2차전 0 - 0 | 우메오 IK              | 우메오 우메오 에너지 아레나 하트퍼드셔주 메도 파크                           |
| 2007-08 상세           | 1. FFC 프랑크푸르트    | 합계 4 - 3 1차전 1 - 1 2차전 3 - 2 | 우메오 IK              | 우메오 우메오 에너지 아레나 프랑크푸르트암마인 코메르츠방크 아레나           |
| 2008-09 상세           | FCR 2001 뒤스부르크    | 합계 7 - 1 1차전 6 - 0 2차전 1 - 1 | 즈베즈다 2005 페름     | 카잔 중앙 경기장 뒤스부르크 MSV-아레나                                       |
| UEFA 여자 챔피언스리그 |                        |                                    |                        |                                                                              |
| 2009-10 상세           | 1. FFC 투르비네 포츠담 | 0 - 0 (연장) (승부차기 7 - 6)      | 올랭피크 리옹          | 헤타페 콜리세움 알폰소 페레스                                                |
| 2010-11 상세           | 올랭피크 리옹          | 2 - 0                              | 1. FFC 투르비네 포츠담 | 런던 크레이븐 코티지                                                         |
| 2011-12 상세           | 올랭피크 리옹          | 2 - 0                              | 1. FFC 프랑크푸르트    | 뮌헨 뮌헨 올림픽 스타디움                                                    |
| 2012-13 상세           | VfL 볼프스부르크       | 1 - 0                              | 올랭피크 리옹          | 런던 스탬퍼드 브리지                                                         |
| 2013-14 상세           | VfL 볼프스부르크       | 4 - 3                              | 튀레쇠 FF              | 리스본 이스타디우 헤스텔루                                                   |
| 2014-15 상세           | 1. FFC 프랑크푸르트    | 2 - 1                              | 파리 생제르맹          | 베를린 프리드리히 루드비히 얀 슈포르트파르크                                 |
| 2015-16 상세           | 올랭피크 리옹          | 1 - 1 (연장) (승부차기 4 - 3)      | VfL 볼프스부르크       | 레조넬에밀리아 마페이 스타디움 - 치타 델 트리콜로레                          |
| 2016-17 상세           | 올랭피크 리옹          | 0 - 0 (연장) (승부차기 7 - 6)      | 파리 생제르맹          | 카디프 카디프 시티 스타디움                                                  |
| 2017-18 상세           | 올랭피크 리옹          | 4 - 1 (연장)                       | VfL 볼프스부르크       | 키예프 발레리 로바노우스키 디나모 경기장                                     |
| 2018-19 상세           | 올랭피크 리옹          | 4 - 1                              | FC 바르셀로나          | 부다페스트 그루파마 아레나                                                   |
| 2019-20 상세           | 올랭피크 리옹          | 3 - 1                              | VfL 볼프스부르크       | 산세바스티안 에스타디오 데 아노에타                                          |
| 2020-21 상세           | FC 바르셀로나          | 4 - 0                              | 첼시 FC                | 예테보리 감라 울레비                                                         |
| 2021-22 상세           | 올랭피크 리옹          | 3 - 1                              | FC 바르셀로나          | 토리노 유벤투스 스타디움                                                     |
| 2022-23 상세           | FC 바르셀로나          | 3 - 2                              | VfL 볼프스부르크       | 에인트호번 필립스 스타디온                                                   |
| 2023-24 상세           | FC 바르셀로나          | 2 - 0                              | 올랭피크 리옹          | 빌바오 산 마메스                                                             |
| 2024-25 상세           |                        |                                    |                        |                                                                              |

## 같이 보기
- FIFA 여자 클럽 월드컵
  - AFC 여자 클럽 챔피언십
    - WAFF 여자 클럽 챔피언십

  - CAF 여자 챔피언스리그
  - 코파 리베르타도레스 페메니나